# Grupo Cimarrón
Cimarrón es una agrupación musical de los Llanos colombo-venezolanos del Orinoco, considerada una de las bandas más internacionales de Colombia. Han sido nominados a los premios Grammy y los Grammy Latinos, y ganadores de los Songlines Music Awards del Reino Unido en la categoría Mejor Grupo. La banda ha creado su propia sonoridad a partir del joropo tradicional y los elementos indígenas y africanos presentes en este género musical.

## Historia
El grupo Cimarrón se formó por iniciativa de Ana Veydó y del arpista Carlos “Cuco” Rojas, quien había participado en la delegación de músicos colombianos que tocaron para el escritor Gabriel García Márquez durante la entrega del Premio Nobel de Literatura 1982 en Estocolmo, Suecia.
Cimarrón se consolidó internacionalmente su participación en festivales y salas de concierto como WOMAD Festival, Newport Folk Festival, Gran Teatro Nacional de China, LEAF Festival, Rainforest World Music Festival, Paléo Festival, Glatt & Verkehrt, Festival Músicas do Mundo, Festival Rio Loco, Festival Mawazine, Rajasthan International Folk Festival, Førde International Folk Music Festival, Sfinks Mixed, Flamenco Biennale Nederland, Lotus World Music & Arts Festival, National Cowboy Poetry Gathering, Utah Arts Festival, San Francisco International Arts Festival, Globalquerque, Festival International de Lousiane, Festival Nuit du Suds, Zomer van Antwerpen, Abu Dhabi Culture & Heritage, Festival México Centro Histórico y otros escenarios en Europa, Estados Unidos, Asia, América y Medio Oriente.
Su álbum de 2004, Sí soy llanero (Smithsonian Folkways Recordings), fue nominado a Mejor Álbum de Músicas del Mundo en la edición 47 de los Grammy Awards.
En 2007, Cimarrón colaboró en un álbum en vivo con la arpista oficial del Príncipe de Gales, Catrin Finch, además de realizar junto a ella cinco giras por varias ciudades de Reino Unido en 2007, 2009, 2010, 2020 y 2023. 
El sello Smithsonian Folkways Recordings también lanzó su álbum de 2011, ¡Cimarrón! Joropo Music from the Plains of Colombia. Fueron ganadores en los Independent Music Awards de 2012, en la categoría Mejor Álbum Latino, y nominados a los Premios Lunas del Auditorio de México en 2014 por sus presentaciones en vivo.
En 2019, fueron nominados a los Premios Grammy Latinos por su álbum independiente Orinoco, en la categoría Mejor Álbum Folclórico.
Para 2024, Cimarrón se ha presentado en 40 países: Estados Unidos, España, Portugal, Francia, Bélgica, Países Bajos, Suiza, Noruega, Inglaterra, Escocia, República Checa, Austria, Alemania, Polonia, Hungría, Eslovenia, Croacia, Gales, Marruecos, Emiratos Árabes, India, China, Japón, Malasia, Rajastán, Líbano, Argelia, México, Brasil, Nicaragua, Guatemala, Costa Rica, El Salvador, República Dominicana, Panamá, Colombia, Ecuador, Argentina, Chile y Uruguay.

### 2000-2004: Grammy Anglo
Aunque desde 1986 el nombre Cimarrón fue usado por el arpista Carlos “Cuco” Rojas para liderar ensambles de música llanera que viajaban fuera de Colombia como delegaciones culturales, fue en el 2000 cuando Cimarrón se constituyó como banda profesional con el propósito de realizar giras nacionales e internacionales, bajo la dirección de Carlos “Cuco” Rojas y la cantante y voz líder Ana Veydó.
La primera actuación de Cimarrón como banda profesional fue en Kennedy Center de Washington, como grupo representante de Colombia en el festival Americartes de 2002.
En 2004, grabaron su primer álbum de estudio para el sello norteamericano Smithsonian Folkways Recordings, llamado Sí soy llanero. El disco fue nominado a Best Traditional World Music Album en la edición 47 de los Grammy Awards, compitiendo en la misma categoría con el proyecto de música africana-judía Abayudaya y con el coro sudafricano Ladysmith Black Mambazo. Estos últimos fueron los ganadores en esa edición de los Premios de la Academia Norteamericana de la Música con su álbum Raise your spirit higher.
La presencia de Cimarrón en los Grammy Anglo marcó la entrada de la banda al circuito de la world music y al mercado anglo, siendo invitados a festivales de tradición norteamericana como el National Cowboy Poetry Gathering. Después de un concierto en el Smithsonian Folklife Festival de 2004, The Washington Post reseñaba: “Parecido al flamenco en la rapidez de sus cuerdas y los tempos de sus zapateos, este estilo, según lo interpreta Cimarrón, se ha mantenido más folclórico que la versión pop que ofrecen sus músicos cuando se meten al estudio”.

### 2007-2010: Consolidación internacional
En 2007, Cimarrón se embarcó en una colaboración en vivo con la arpista clásica galesa Catrin Finch, quien había sido la Arpista Oficial del Príncipe de Gales entre 2000 y 2004. Además de realizar una primera gira de ocho conciertos en Gales, Cimarrón y Catrin Finch grabaron ese mismo año un álbum en vivo llamado Catrin Finch and Cimarron Live YN BYW. El álbum se distribuyó en un principio en Reino Unido y Europa, llegando a Colombia tres años después de su lanzamiento. En la grabación se presenta el sonido del arpa clásica en temas tradicionales de los Llanos colombo-venezolanos y los instrumentos y voces llaneras en temas tradicionales galeses.
El éxito de este proyecto, que ponía en el escenario el arpa llanera y el arpa clásica, los llevó a girar nuevamente junto a Catrin Finch en 2009, 2010 y 2020. Medios de comunicación colombianos e internacionales han señalado que Cimarrón, a lo largo de su trayectoria artística, ha tenido más conciertos en Gales que en Colombia.
Durante su colaboración con Catrin Finch, surge de Cimarrón la propuesta de poner en escena a un bailador de joropo como solista, integrando el zapateo del baile a la sonoridad integral de la banda. Esta apuesta escénica y sonora fue criticada en el ámbito regional de la música de los Llanos del Orinoco, pero fue altamente apreciada internacionalmente. En 2008, Cimarrón debutó en la Bienal de Flamenco de Países Bajos, que se interesaba en mostrar la herencia andaluza que la banda estaba haciendo evidente en el joropo en ese momento.
Pero la consolidación de Cimarrón en el circuito de la world music se alcanza después del showcase de la banda en el mercado musical WOMEX en su edición 2008, celebrada en el Teatro Lope de Vega de Sevilla, España. Para 2010, Cimarrón realiza una gira mundial de alrededor de ocho meses de duración, pasando por festivales y salas de concierto como Førde International Folk Music Festival (Noruega), Exposhangai (China), Ethnoambient Festival (Croacia), Zommer Van Antwerpen (Bélgica), Namest Nad Oslavou Folk Festival (República Checa), Sfinks Festival (Bélgica), Glatt & Verkehrt (Austria), Lotus World Music Festival, Chicago World Music Festival, entre otros.
Tras un concierto de Cimarrón en Union Chapel de Londres, el diario The Guardian describió el repertorio de la banda como “pasajes que hacen eco de la pasión del flamenco y otros que recuerdan a la salsa”.

### 2011-2012: Segundo álbum en USA
Cimarrón vuelve a los estudios de grabación en 2011, nuevamente bajo el sello discográfico estadounidense Smithsonian Folkways Recordings.
El álbum se llamó ¡Cimarrón! Joropo Music from the Plains of Colombia. En 2012, esta producción ganó los Independent Music Awards de Nueva York como Best Latin Album. También ganó como Traditional World Album en iTunes Rewind 2011.
En este segundo disco se recogen las innovaciones sonoras de Cimarrón en el joropo, como la inclusión del cajón afroperuano. En las notas del álbum, firmadas por el productor musical Daniel Sheehy, se justifica la presencia de este instrumento diciendo que Cimarrón “rediseña los ingredientes musicales básicos del joropo, trayendo al frente las raíces rítmicas de la danza que suelen apuntalar las melodías y el acompañamiento rítmico”. Cimarrón promocionó este álbum en Asia y África entre 2011 y 2012, con su participación en Abu Dhabi Culture & Heritage de Emiratos Árabes, Mawazine Festival de Rabat, Marruecos, Rajhastan Folk Festival y Delhi International Folk Festival de la India.

### 2013-2016: Nuevo espectáculo
Después de dos álbumes en Estados Unidos, Cimarrón se presentó frecuentemente en ese país, en escenarios como el Music Center de Los Ángeles, Globalquerque Festival, Lousiane International Festival, San Francisco International Arts Festival, Music Instruments Museum de Phoenix.
En el verano de 2014, logran una destacada participación en el Rio Loco Festival de Toulouse, Francia, presentando en escena un set de percusión mucho más amplio, con cajón afroperuano, tambora afrocolombiana y batería. También formaron parte de los carteles de festivales como Paleó (Suiza), Festival Musicas Do Mundo (Portugal) y Festival Ille De France (Paris).
El espectáculo de canto, danza y virtuosismo instrumental de Cimarrón, comienza a llamarse Orinoco, tal como el río que atraviesa los Llanos colombo-venezolanos.
Por su concierto en el XXX Festival Centro Histórico de México, Cimarrón fue nominado a los Premios Lunas del Auditorio de México en su edición 2014, en la categoría Mejor Espectáculo de Música Tradicional, resultando ganador el cantaor de flamenco Diego el Cigala.
La presencia de Cimarrón en otros continentes había mantenido a la banda alejada de Suramérica. En 2016 realizan la gira Joropo Al Sur, recorriendo los principales escenarios de Argentina y Uruguay.

### 2017: Japan-Malaysia Tour
Escenarios de Tokio, Hiroshima, Osaka, Himeji, Hyogo y Hamamatsu, recibieron a Cimarrón en el verano de 2017, en una gira por Asia que terminó con un concierto en el Rainforest World Music Festival de Malasia.
Al finalizar la gira, la banda decidió hacer una pausa para preparar su nuevo álbum, Orinoco, y comenzó a operar su oficina de management independiente en Bogotá, Colombia.

### 2018-2019:  Singles de Orinoco
En mayo de 2018, Cimarrón comienza la filmación de los videos promocionales de su nuevo álbum, Orinoco. La dirección de los videos estuvo a cargo del cineasta francés Jeremiah, quien había trabajado con bandas de la escena indie y world music como Tinariwen, The Do, Of Monsters and Men. Jeremiah viajó a Colombia para filmar cuatro videos junto a Cimarrón en Maní (Casanare) y los Cerros de Mavicure (Guainía).
El primero de estos videos, Auténtica Llanera, fue lanzado en Youtube el 17 de agosto de 2018, después de una gira corta de Cimarrón por Costa Rica, El Salvador y Guatemala. El video muestra un “parrando” llanero en un rancho de Maní (Casanare).
Seguidamente, Cimarrón lanzó el video de la pieza instrumental Zumbajam el 30 de noviembre de 2018, tras un ovacionado concierto en el Teatro Mayor Julio Mario Santo Domingo de Bogotá, Colombia. Este single, que formaría parte de su álbum Orinoco, consiguió ser nominado en febrero del año siguiente a los Independent Music Awards de Nueva York en la categoría Best Instrumental Song. En 2019, se anunció que Zumbajam había ganado el premio.
Para conmemorar el quinto año de fallecimiento del maestro venezolano Simón Díaz, Cimarrón lanzó el 14 de febrero de 2019 una versión del clásico llanero Caballo Viejo. Esta canción, también versionada por Gipsy Kings, Celia Cruz, Julio Iglesias y otras estrellas de la música internacional, puso a Cimarrón en el radar de la revista Billboard, que incluyó el tema en su playlist latina Viva Friday y lo reseñó como “un regreso del Bamboleo de los Gipsy Kings a sus orígenes”. También NPR elogió el Caballo Viejo de Cimarrón por su “autenticidad”.
Finalmente, el 10 de mayo de 2019 Cimarrón lanzó el video de Tonada de la Palomita, dirigido por Jeremiah y filmado en la cima de los Cerros de Mavicure, misma locación de la película colombiana nominada a los Óscar El abrazo de la serpiente. Siete días después presentaron mundialmente el álbum Orinoco.

### 2019-2020: Orinoco World Tour
El álbum Orinoco de Cimarrón recibió elogios de la prensa especializada incluso antes su lanzamiento. La revista Pop Matters publicó el 13 de mayo de 2019 que “la técnica y los arreglos del conjunto son impecables, pero lo que los distingue en Orinoco es un sentido de encarnación que traduce sorprendentemente bien sus shows en vivo a sus grabaciones. Casi se siente como un álbum en vivo”.
Junto a los lanzamientos del momento de JBalvin, Maluma, Nicky Jam, Bronco y Vicente García, el álbum Orinoco formó parte de la lista de reproducción Viva Friday de la revista Billboard, en la cual lo describieron como un álbum con “texturas de instrumentación global y una resonancia contemporánea del joropo”.
Cimarrón anunció oficialmente el 21 de mayo de 2019 una gira de verano por los Estados Unidos para promocionar el álbum Orinoco, en entrevista para el sitio web oficial de los Grammy: “El tour comenzará en el Kennedy Center de Washington, D.C, luego pasará por Lowell, Mass., y otras ciudades incluyendo Baltimore, Philadelphia y New York City. La gira cerrará en Bangor, Maine, en el American Folk Festival. Otras paradas incluyen los festivales Lowell Folk Festival y Newport Folk Festival”.
Con la confirmación de conciertos de Cimarrón en China, India, Líbano y Argelia, la gira pasó a ser mundial. 
El 28 de junio de 2019, Cimarrón se presenta por primera vez en el Torneo Internacional del Joropo de Villavicencio, el evento más importante para el joropo en Colombia y Venezuela. Tras este concierto, viajan a República Dominicana para presentarse en Santo Domingo y Santiago de los Caballeros. Luego de los conciertos de verano en Estados Unidos, Cimarrón vuela a China para presentarse en el Gran Teatro Nacional de China, en Beijing, el 31 de agosto de 2019.
Al volver de las presentaciones en Nueva Delhi, Argel y Beirut, Cimarrón comienza una gira de otoño por el oeste de Estados Unidos, a la par del anuncio de la nominación de su álbum Orinoco a los Grammy Latinos 2019 en la categoría Mejor Álbum Folclórico.
El 12 de diciembre de 2019, Orinoco resulta ganador como Best Album of South America en la lista de éxitos Transglobal World Music Chart.
La segunda parte de la gira Orinoco World Tour se programó para enero y febrero de 2020, en colaboración con la arpista clásica galesa Catrin Finch. El 10 de enero de 2020, fallece el arpista de Cimarrón, Carlos Cuco Rojas. Cimarrón lo anuncia en un comunicado oficial esa noche: “En nombre de la familia de Cimarrón, lamentamos profundamente comunicar el fallecimiento de nuestro director y arpista, Carlos 'Cuco' Rojas”.
La banda, bajo el liderazgo de Ana Veydó, decide continuar con la gira como homenaje a la memoria del maestro y viaja al Reino Unido para tocar en Inglaterra, Escocia y Gales, incluyendo escenarios como el festival Celtic Connections de Glasgow y el Salón de la Música de la Filarmónica Real de Liverpool.
Hacia el final de la gira, Cimarrón graba un especial para la BBC de Londres en sus estudios Maida Vale, donde tocaron Los Beatles, Adele y Bing Crosby.
En total, la gira Orinoco World Tour constó de 45 fechas. Solo siete de esas fechas fueron en Colombia, una de ellas fue el Festival de Verano de Bogotá en agosto de 2019, donde Cimarrón tocó junto a la Orquesta Filarmónica de Bogotá para 61.000 personas.
El video oficial de la canción Penitas de mi corazón resume el paso de Cimarrón por China, India, Líbano, Argelia y Estados Unidos, con tomas realizadas en la Muralla China, Taj Mahal, Baalbek, la Casbah y Red Rock Canyon de California.
Ana Veydó anunció la cancelación de la gira de primavera 2020 de Cimarrón por Estados Unidos, llamada Quitapesares Tour, debido a la pandemia del Covid-19. Cimarrón estaba programado como grupo afrocolombiano del año en el Black Atlantic Festival de Carolina del Norte.
En mayo, la revista Songlines de Reino Unido otorgó a Cimarrón el premio Songlines Music Awards como Mejor Grupo de 2020 tras la exitosa gira con Catrin Finch.
La ceremonia de entrega de los premios, que acostumbraba a celebrarse cada noviembre en Londres, se realizó por primera vez de manera virtual desde distintos lugares del mundo. Cimarrón fue la banda invitada a presentarse en vivo desde Colombia.
El Torneo Internacional del Joropo de ese año tuvo a Carlos Cuco Rojas como artista homenajeado.

### 2021: Primer documental oficial de Cimarrón
El primer documental oficial sobre Cimarrón se estrenó el 10 de enero de 2021, a un año de la muerte de Carlos Cuco Rojas.  Bajo la producción de Canal Trece de Colombia, el eje del documental es una entrevista realizada a Ana Veydó durante los meses de confinamiento por la pandemia del Covid-19, pero también incluye tres entrevistas a personalidades internacionales vinculadas con las dos décadas de historia de Cimarrón: el periodista británico Robin Denselow (del diario The Guardian), la arpista clásica galesa Catrin Finch y el promotor artístico japonés Kou Koiwa. 
Para el documental, llamado Auténtica Llanera: La Voz de Cimarrón, Ana Veydó entregó a Canal Trece secuencias inéditas de la primera actuación internacional de Cimarrón en el Kennedy Center de Washington, así como grabaciones íntimas de los ensayos de la banda para su gira Orinoco World Tour. 
El periódico estadounidense Al Día News comparó el documental con la cinta ganadora del Óscar Searching for Sugar Man (Malik Bendjelloul, 2012): “Hacia finales del siglo anterior a algunos artistas les resultaba paradójicamente más sencillo triunfar en otros sistemas culturales, como fue el caso de Sixto Rodríguez en Sudáfrica o el de Cimarrón en Reino Unido”.
El documental fue nominado a los Premios de la Televisión Pública de América Latina como Mejor Unitario Regional.
El 28 de agosto de 2021, Cimarrón abrió oficialmente los conciertos con público presencial y medidas de bioseguridad en Colombia en el escenario de Teatro Jorge Eliécer Gaitán de Bogotá. Se llamó Concierto Quitapesares.
La banda se dedicó durante meses a la grabación de su cuarto álbum de estudio.

### 2022-2023: La Recia, el “giro feminista”
Finalmente, el 24 de mayo de 2022 lanzaron La Recia, el primer álbum de Cimarrón producido y dirigido completamente por Ana Veydó. El focus track del álbum fue Velorio, con un video oficial filmado en los resguardos indígenas de la etnia Sáliba en Orocué, Casanare, Colombia.
La Recia tornó la atención de la crítica británica hacia Cimarrón. Rápidamente, tanto The Times como el Financial Times calificaron el álbum con cuatro estrellas. Críticos como David Honingmann resaltaron el giro feminista de una banda que parte de la tradición de los hombres vaqueros.
Para junio de ese mes, la revista Songlines de Londres dedicó su portada a Cimarrón con una fotografía de Ruven Afanador, quien ha retratado al Dalai Lama, Oprah, Al Pacino, Robert De Niro, Jennifer López, Britney Spears, Christina Aguilera, Antonio Banderas. La foto muestra a Ana Veydó con velo y peineta de la tradición católica que los colonizadores llevaron a los Llanos, rodeada por bailadores y músicos con una pintura corporal inspirada en los pictogramas indígenas de la Orinoquía.
La promoción del álbum fue en julio de 2022 en Europa, principalmente en Rudolstadt Festival de Alemania y Globaltica Festival de Gdynia, Polonia.
La Recia fue el álbum número 1 en Transglobal World Music Chart y único disco del continente americano en el top 20 de la lista World Music Charts Europe durante julio. La producción también apareció en la selección oficial del Premio de la Crítica Discográfica Alemana para el último trimestre del año, en la categoría Mejor Álbum de Música Étnica.
Hubo una positiva recepción crítica del álbum La Recia en 13 países: The Times y Financial Times (Reino Unido), NPR (Estados Unidos), The Bangkok Post (Tailandia), Maailman Kuvalehti (Finlandia), Planet Radio (Grecia), Radio Belgrado (Serbia), Radio Ostrava (República Checa), Concertzender Radio, New Folk Sounds y Heaven Magazine (Países Bajos), New Model Radio (Eslovaquia), Revista Woxx (Luxemburgo), Sveriges Radio y Lira Magazine (Suecia), Foolk (Italia), RTVE Radio (España).

### 2023-2024: La Gira Mundial del Joropo
La gira 2023-2024 de Cimarrón se llamó La Gira Mundial del Joropo e incluyó los siguientes países: Noruega, Hungría, República Checa, Francia, Alemania, Gales, Inglaterra, Estados Unidos, Brasil y Japón. 
Esta gira fue comparada en medios colombianos con el tour Mañana Será Bonito de la cantante Karol G,  al igualarla en extensión y número de conciertos (más de 60 presentaciones internacionales). 
La revista Forbes llegó a reconocer la importancia de esta gira y ubicó a Cimarrón en la lista de los 50 personajes más creativos de Colombia por su recorrido mundial.
El primer concierto de La Gira Mundial del Joropo se llevó a cabo el 7 de julio de 2023 en Burdeos, Francia, mientras que el último fue en Kagoshima, Japón, el 7 de diciembre de 2024. 
Nuevamente, Cimarrón realizó actuaciones en vivo junto a Catrin Finch en Reino Unido en el marco de esta gira.
El regreso a Europa de Cimarrón estuvo marcado por la programación de la banda en la Casa de la Música de Hungría, en Budapest.  También ofrecieron un concierto en el Festival WOMAD de Malmesbury, destacado por BBC Radio en el programa Music Planet de Lopa Kothari y cuya grabación pasó a formar parte del Archivo de la Biblioteca Nacional Británica.
Otra de las presentaciones de la gira fue en el Festival Colours of Ostrava de República Checa. El periodista Juan Pablo Bertazza entrevistó a Ana Veydó para Radio Praga Internacional la misma noche del concierto y resaltó que “tanto a ella como a los demás integrantes de la banda les dio mucha alegría incluir a una tierra con tanta riqueza y tradición musical como Chequia en la larga lista de países a los que están haciendo llegar, poco a poco, las virtudes del joropo”.
En su fase de otoño, La Gira Mundial del Joropo pasó por Estados Unidos, iniciando en el Norton Center de Kentucky y con conciertos en North Carolina Folk Festival, Jefferson Center de Virginia, Stewart Theatre en Raleigh, el Kingsbury Hall de Utah, Sharon Morse Performing Arts Center en Florida.
La crítica estadounidense elogió tanto el sonido como los elementos escénicos de Cimarrón. Para mayo de 2024, se presentaron en el Festival Stage del New Orleans Jazz and Heritage Festival. Fue en ese concierto que el bloguero Alex Rawls los comparó con la banda de rock progresivo King Crimson. La mañana siguiente, el diario local The Times Picayune resaltó la “teatralidad” de Cimarrón y sus cambios de vestuario en el escenario.
Otro de los países incluidos en la gira fue Brasil. Cimarrón fue en el encargado del concierto de apertura de la Bienal del Libro de Sao Paulo, como parte de la celebración de los 100 años de La Vorágine, la obra de José Eustacio Rivera, y con Colombia como país invitado de honor a esta bienal.
El último país de La Gira Mundial del Joropo fue Japón. Se confirmaron 18 conciertos de Cimarrón para noviembre y diciembre de 2024. Uno de los escenarios será el Festival Hall de Osaka, lugar donde Pink Floyd grabó su álbum en vivo de 1972.

## Discografía
| Año  | Álbum                                               | Discográfica                    |
| ---- | --------------------------------------------------- | ------------------------------- |
| 2004 | Sí, soy llanero                                     | Smithsonian Folkways Recordings |
| 2007 | Catrin Finch and Cimarron Live YN BYW               | Astar Artes Recordings          |
| 2011 | ¡Cimarrón! Joropo Music from the Plains of Colombia | Smithsonian Folkways Recordings |
| 2019 | Orinoco                                             | Cimarrón Music                  |
| 2022 | La Recia                                            | Cimarrón Music                  |

## Premios y nominaciones
| Año  | Trabajo                                             | Premio                        | Categoría                                    | Resultado |
| ---- | --------------------------------------------------- | ----------------------------- | -------------------------------------------- | --------- |
| 2004 | Sí, soy llanero (Smithsonian Folkways Recordings)   | Grammy Awards                 | Mejor Álbum Tradicional de Músicas del Mundo | Nominado  |
| 2012 | ¡Cimarrón! Joropo Music from the Plains of Colombia | Independent Music Awards      | Mejor Álbum Latino                           | Ganador   |
| 2014 | Orinoco                                             | Lunas del Auditorio           | Mejor Espectáculo de Música Tradicional      | Nominado  |
| 2019 | Orinoco                                             | Latin Grammy                  | Mejor Álbum Folclórico                       | Nominado  |
| 2019 | Zumbajam                                            | Independent Music Awards      | Mejor Instrumental                           | Ganador   |
| 2020 | Orinoco                                             | Songlines Music Awards        | Mejor Grupo                                  | Ganador   |
| 2022 | La Recia                                            | Transglobal World Music Chart | Álbum Número 1 para julio de 2022            | Ganador   |

## Colaboraciones
Cimarrón ha colaborado en producciones de otros artistas colombianos, como Aterciopelados, Carlos Vives y Magín Díaz.
En 1996, el grupo fue invitado a tocar el arpa y el cuatro para la canción La culpable de Aterciopelados, escrita por Andrea Echeverri y Héctor Buitrago, e incluida en el tercer álbum de estudio de la banda, La pipa de la paz. Este disco fue nominado a los Grammy como Mejor Álbum Latino/Alternativo.
Cimarrón también aportó la música para la canción Dios y el alma en el álbum infantil Pombo musical, producido en 2008 por Carlos Vives. En este disco, ganador del Grammy Latino a Mejor Álbum Infantil, también participaron Juanes, Cabas y Fonseca. 
Recientemente, la agrupación colaboró con el músico popular colombiano Magín Díaz en el álbum El Orisha de la Rosa de 2017. La vocalista de Cimarrón, Ana Veydó, interpretó la canción Por el oeste también en esta producción discográfica, que resultó ganadora en los Grammy Latino en la categoría Mejor Diseño de Empaque.